# Amnesia (EP)
Amnesia es el quinto EP de la banda pop rock australiana 5 Seconds of Summer, publicado el 5 de septiembre de 2014. Consiste en 4 canciones, incluyendo el tercer sencillo de su álbum debut 5 Seconds of Summer, «Amnesia» , y una versión en vivo de este último en Wembley. También contiene una nueva canción llamada «Daylight» y un cover de la canción «American Idiot» de Green Day, como tributo al conmemorarse 10 años desde su lanzamiento en 2004.

## Antecedentes y lanzamiento
Cada vez que la banda lanzaba un sencillo para promocionar su álbum 5 Seconds of Summer, este era seguido por la publicación de un EP homónimo. El 29 de julio anunciaron en su cuenta oficial de Twitter: «AMNESIA! Pueden pre ordenar el EP este jueves, tiene un montón de canciones nuevas (excepto en Estados Unidos pero pueden obtenerlo en el álbum ahora)». El 24 de agosto publicaron en su página web un recorte de la nueva canción incluida en el EP, llamada «Daylight». Fue publicado oficialmente el 5 de septiembre en todo el mundo, excepto en algunos países, en su sitio oficial dijeron: « Hola! Nuestro EP 'Amnesia' ya está disponible alrededor del mundo (excepto en Estados Unidos & México) por si quieren descargarlo en iTunes o Google Play. También pueden ordenar CDs o una versión en vinilo del EP en nuestra tienda en línea si quieren una copia física. El EP tiene nuestro sencillo 'Amnesia', una nueva canción que escribimos llamada 'Daylight', un cover de 'American Idiot' de Green Day & una versión en vivo de Amnesia en Wembley. Esperamos que les guste!. Lo sentimos por todos en Estados Unidos & México, pueden obtener 'Amnesia' en nuestro álbum ahora si todavía no lo han hecho».
Finalmente, el 22 de septiembre anunciaron mediante sus cuentas de  Twitter: «El EP de Amnesia sale a la venta mañana en Estados Unidos, Canadá y México!!». Con respecto a "Amnesia", ellos dijeron:

«'Amnesia' es una canción muy especial para la banda, nos encanta saber que significa mucho para ustedes también. El EP también tiene una nueva canción que escribimos llamada 'Daylight', así como nuestro cover de una de nuestras canciones favoritas de Green Day 'American Idiot', y una versión en vivo de 'Amnesia' que grabamos en el Estadio Wembley a principios de este año».

## Promoción

### Interpretaciones en directo
El 9 de julio de 2014 anunciaron que se presentarían en los MTV Video Music Awards 2014 a celebrarse el 24 de agosto, sin embargo, esta oportunidad significaría que debían cancelar sus presentaciones como acto de apertura en el Where We Are Tour con One Direction, específicamente las fechas en Dallas y St. Louis. Los premios se llevaron a cabo en la localidad de Inglewood, en el estadio The Forum. Además de su espectáculo, ganaron su primer Moon Man en una nueva categoría denominada Best Lyric Video, con respecto a esto se manifestaron en Twitter, Michael Clifford dijo: «No puedo creer que acabamos de ganar un VMA...Todo esto es gracias a ustedes. Las mejores fanáticas DEL MUNDO. Los amo».
El 26 de agosto, dos días después de los VMAS, mencionaron en su página web:

«Los MTV VMAs fue un momento tan épico para nosotros! Gracias a todos los que nos vieron interpretar 'Amnesia' y votaron por nosotros... Anoche fue increíble, ustedes mostraron cuan geniales son, los amamos... Si les gustó nuestra presentación, pueden obtener Amnesia en el EP o con nuestro álbum o EP en iTunes ahora».

## Lista de canciones
| CD y Descarga digital |                                   |                                                                                 |                                                     |          |  |
| N.º                   | Título                            | Escritor(es)                                                                    | Productor(es)                                       | Duración |  |
| 1.                    | «Amnesia»                         | Benjamin Madden Joel Madden Louis Biancaniello Michael Biancaniello Sam Watters | Louis Biancaniello Michael Biancaniello Sam Watters | 3:57     |  |
| 2.                    | «Daylight»                        | Ashton Irwin Michael Clifford Steve Robson James Bourne Christopher Bourne      | Steve Robson                                        | 3:25     |  |
| 3.                    | «American Idiot»                  | Billie Joe Armstrong Frank E. Wright III Michael R. Pritchard                   | John Feldmann                                       | 3:03     |  |
| 4.                    | «Amnesia (En vivo desde Wembley)» | Benjamin Madden Joel Madden Louis Biancaniello Michael Biancaniello Sam Watters | Louis Biancaniello Michael Biancaniello Sam Watters | 3:53     |  |
| 13:38                 |                                   |                                                                                 |                                                     |          |  |

| 7" Vinilo |                          |                                                                                 |          |  |
| N.º       | Título                   | Escritor(es)                                                                    | Duración |  |
| 1.        | «Amnesia»                | Benjamin Madden Joel Madden Louis Biancaniello Michael Biancaniello Sam Watters | 3:57     |  |
| 2.        | «American Idiot (Clean)» | Billie Joe Armstrong Frank E. Wright III Michael R. Pritchard                   | 3:03     |  |

## Historial de lanzamiento
El EP fue lanzado el 5 de septiembre de 2014 en Australia, Nueva Zelanda, y algunos países de Europa. A partir del 23 de septiembre del mismo año, fue publicado en Estados Unidos, Canadá, México y demás países del mundo.
| País           | Fecha                    | Formato                    | Sello   | Ref.   |
| -------------- | ------------------------ | -------------------------- | ------- | ------ |
| Australia      | 5 de septiembre de 2014  | - Disco - Descarga digital | Capitol | [ 11 ] |
| Austria        | 5 de septiembre de 2014  | - Disco - Descarga digital | Capitol | [ 12 ] |
| Alemania       | 5 de septiembre de 2014  | - Disco - Descarga digital | Capitol | [ 13 ] |
| Holanda        | 5 de septiembre de 2014  | - Disco - Descarga digital | Capitol | [ 14 ] |
| Nueva Zelanda  | 5 de septiembre de 2014  | - Disco - Descarga digital | Capitol | [ 15 ] |
| Suecia         | 5 de septiembre de 2014  | - Disco - Descarga digital | Capitol | [ 16 ] |
| Suiza          | 5 de septiembre de 2014  | - Disco - Descarga digital | Capitol | [ 17 ] |
| Estados Unidos | 23 de septiembre de 2014 | - Disco - Descarga digital | Capitol | [ 4 ]  |
| Canadá         | 23 de septiembre de 2014 | - Disco - Descarga digital | Capitol | [ 4 ]  |
| México         | 23 de septiembre de 2014 | - Disco - Descarga digital | Capitol | [ 4 ]  |